# لوهي (أسطورة)
لوهي (بالإنجليزية: Louhi)‏ رفيفه بوجولا في الملحمة الفنلندية "کالیفالا" لها أسنان حادة شريرة. أنجبت ابنتين كانت الأجمل منهما مطلوبة، فقد تنافس للزواج منها أبطال الملحمة الثلاثة، وفي النهاية نالها «ألمارنن».